# Malthinus cordobensis
Malthinus cordobensis es una especie de coleóptero de la familia Cantharidae.

## Distribución geográfica
Se distribuye por Europa.